# The Last Edition

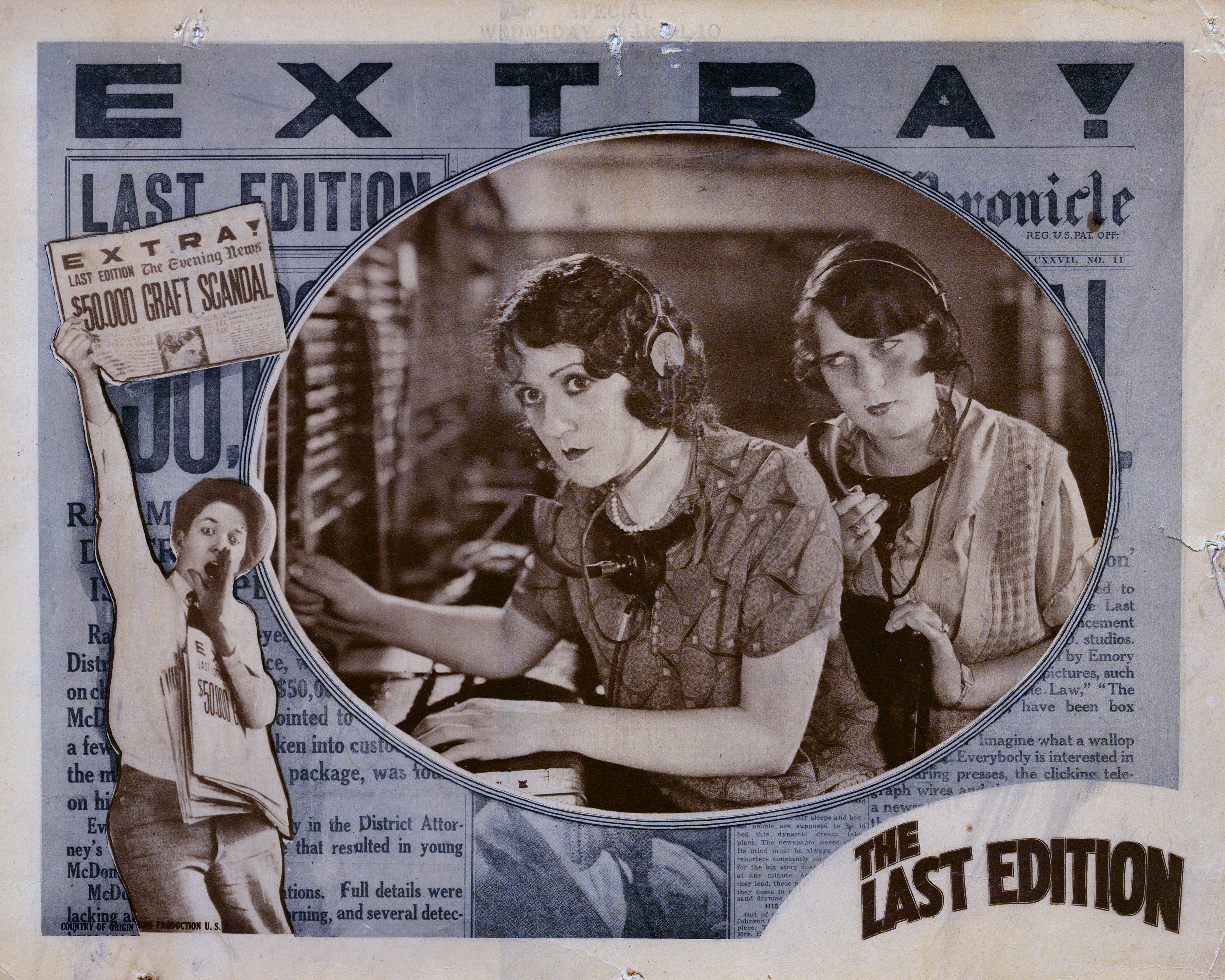
Carte promotionnelle du film.

The Last Edition est un film américain réalisé par Emory Johnson, sorti en 1925.

## Fiche technique
- Réalisation : Emory Johnson
- Scénario : Emilie Johnson (en)
- Production : Emory Johnson Productions
- Photographie : Gilbert Warrenton
- Genre : Mélodrame[1]
- Distributeur : Film Booking Offices of America
- Durée : 7 bobines
- Date de sortie : 8 novembre 1925

## Distribution
- Ralph Lewis : Tom McDonald
- Lila Leslie : Mary McDonald
- Ray Hallor : Ray McDonald
- Frances Teague : Polly McDonald
- Rex Lease : Clarence Walker
- Lou Payne : George Hamilton
- David Kirby : Red Moran
- Wade Boteler : Mike Fitzgerald
- Cuyler Supplee : Gerald Fuller
- Lee Willard : Aaron Hoffman
- Ada Mae Vaughn : Stenographer
- Billy Bakewell : "Ink" Donovan
- John Bailey : Jim Lannigan
- Joseph Campbell : William Wilson
- Daniel J. O'Brien : Chief of Police
- Tom O'Brien : "Bull" Collins
- C. Hollister Walker : Harry Owens